# Jigger (tessile)

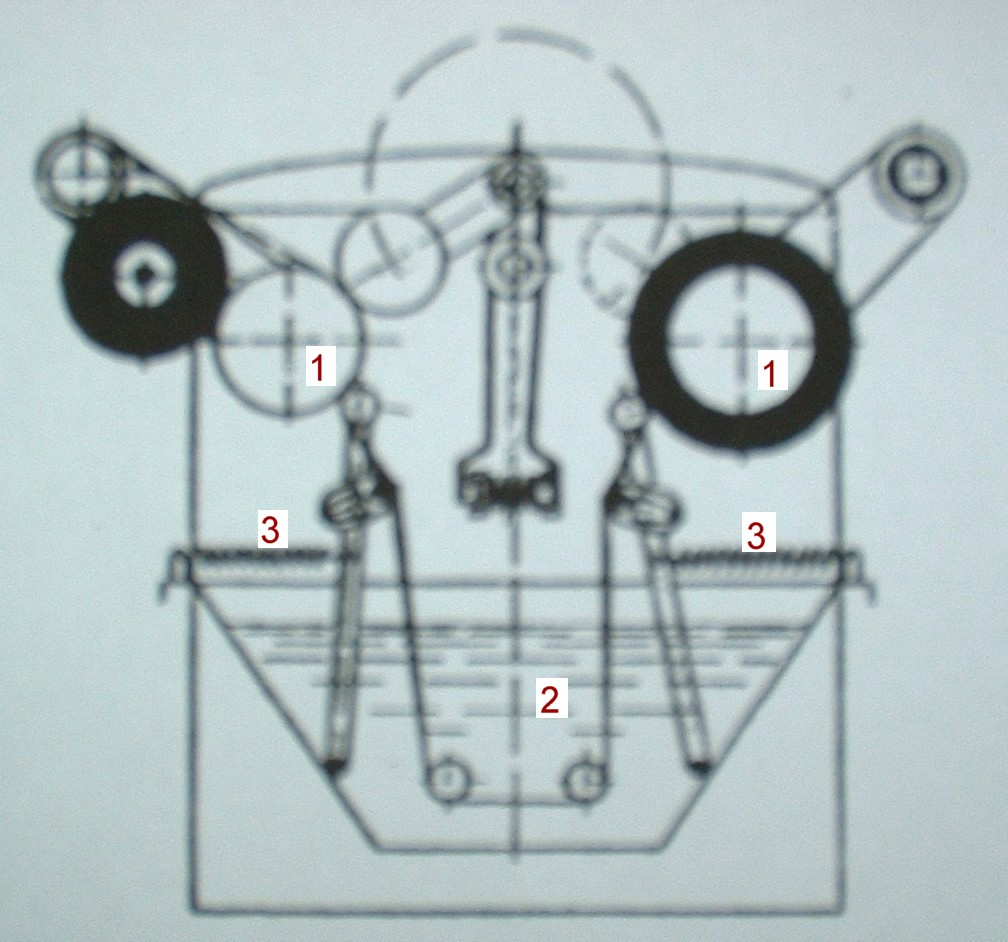
Jigger

Il jigger è una macchina usata nell'industria tessile per il candeggio e la tintura dei tessuti a navetta, come tele, rasi, saie. In particolare per tessuti realizzati in fibre naturali, soprattutto di cotone.
È strutturalmente una macchina roll to roll, ossia una macchina dove il materiale da processare si srotola da un rotolo per riarrotolarsi su di un altro, con la lavorazione vera e propria nel mezzo.
È composta da due grandi rulli e una vasca: la pezza di stoffa da lavorare - srotolandosi e riavvolgendosi - viene fatta passare più volte in largo nel bagno di tintura o candeggio, riscaldato da una serpentina a vapore.
Esistono sia versioni aperte, che lavorano fino a 100 °C, che versioni chiuse e pressurizzate che possono raggiungere i 130 °C.